# Павловское (Великоустюгский район)
Павловское — деревня в Великоустюгском районе Вологодской области.
Входит в состав Опокского сельского поселения (до 2014 года входила в Стреленское сельское поселение), с точки зрения административно-территориального деления — в Стреленский сельсовет.
Расстояние по автодороге до районного центра Великого Устюга — 53 км, до центра сельсовета Верхнего Анисимово — 3 км. Ближайшие населённые пункты — Нижнее Анисимово, Вакулово, Верхнее Анисимово, Пожарище.
По переписи 2002 года население — 5 человек.